# Periclista albipennis
Periclista albipennis is een vliesvleugelig insect uit de familie van de bladwespen (Tenthredinidae). De wetenschappelijke naam van de soort is voor het eerst geldig gepubliceerd in 1859 door Ernst Gustav Zaddach.